# Jennifer Rodriguez
Jennifer Jill Rodriguez (Miami, 8 de junio de 1976) es una deportista estadounidense que compitió en patinaje de velocidad, en las modalidades sobre hielo y en línea.
Participó en cuatro Juegos Olímpicos de Invierno, entre los años 1998 y 2010, obteniendo dos medallas de bronce en Salt Lake City 2002, en las pruebas de 1000 m y 1500 m.
Ganó cuatro medallas en el Campeonato Mundial de Patinaje de Velocidad sobre Hielo en Distancia Individual entre los años 2003 y 2005, y dos medallas en el Campeonato Mundial de Patinaje de Velocidad sobre Hielo en Distancia Corta, oro en 2005 y bronce en 2004.
Además, obtuvo ocho medallas en el Campeonato Mundial de Patinaje de Velocidad sobre Patines en Línea (tres de oro, tres de plata y dos de bronce).

## Palmarés internacional
| Juegos Olímpicos                           | Juegos Olímpicos                | Juegos Olímpicos  | Juegos Olímpicos      |
| Año                                        | Lugar                           | Medalla           | Prueba                |
| ------------------------------------------ | ------------------------------- | ----------------- | --------------------- |
| 2002                                       | Salt Lake City (Estados Unidos) | Medalla de bronce | 1000 m                |
| 2002                                       | Salt Lake City (Estados Unidos) | Medalla de bronce | 1500 m                |
| Campeonato Mundial en Distancia Individual |                                 |                   |                       |
| Año                                        | Lugar                           | Medalla           | Prueba                |
| 2003                                       | Berlín (Alemania)               | Medalla de plata  | 1000 m                |
| 2003                                       | Berlín (Alemania)               | Medalla de bronce | 1500 m                |
| 2004                                       | Seúl (Corea del Sur)            | Medalla de bronce | 1500 m                |
| 2005                                       | Inzell (Alemania)               | Medalla de bronce | 1500 m                |
| Campeonato Mundial en Distancia Corta      |                                 |                   |                       |
| Año                                        | Lugar                           | Medalla           | Prueba                |
| 2004                                       | Nagano (Japón)                  | Medalla de bronce | Clasificación general |
| 2005                                       | Salt Lake City (Estados Unidos) | Medalla de oro    | Clasificación general |